# Bøssernes Befrielsesfront
Bøssernes Befrielsesfront (BBF) var en dansk vänsterinriktad sexualpolitisk organisation bildad 1971. Den kan i viss mån ses som en dansk motsvarighet till amerikanska Gay Liberation Front, då den bildades under namnet Bøsseaktivisterne i samband med den första Christopher Street-marschen i Danmark 28 juni 1971. Med inspiration från den västtyska gayrörelsen hette organisationen en kort period Homoseksuel Aktion København (HAK).
BBF gjorde homosexualiteten till en politisk fråga. Forbundet af 1948 ansågs vara för borgerligt, underdånigt och inte tillräckligt systemkritiskt. En viktig skiljelinje mellan organisationerna var deras respektive benämningar på en homosexuell man; homofil respektive bög (da: bøsse). Den senare var på den tiden ett pejorativt uttryck som BBF bidrog till att göra neutralt och bli en allmän benämning för homosexuella män. BBF var emot både kyrklig vigsel av homosexuella och införandet av registrerat partnerskap, som man menade inte skulle vara en del av ett modernt samhälle.
Organisationen stod bakom flera uppseendeväckande aktioner i Danmark under 1970-talet; däribland ”bøssekaravaner” där medlemmar som var på väg till det årliga sommarlägret i Thy stannade till på flera orter i landet för att agitera för sexuella minoriteters rättigheter. En annan uppmärksammad aktion var på Rådhuspladsen i Köpenhamn 1973, där BBF-medlemmar dansade iklädda kvinnokläder som en protest mot en lag som förbjöd två män att dansa med varandra.
BBF stod bakom upprättandet av Bøssehuset i Christiania 1972, som fortfarande är verksamt. Där förekom bl.a. teaterverksamhet och en homokör.